# Anthony Wilding
Anthony Frederick Wilding (Christchurch, 31 oktober 1883 – Neuve-Chapelle, 9 mei 1915) was een tennisser uit Nieuw-Zeeland. Als soldaat werd hij gedood in actie tijdens de Eerste Wereldoorlog.
In 1906 en 1909 won hij het Australian Open en van 1910 tot 1913 won hij Wimbledon vier keer op rij. In 1912 won hij brons in het enkelspel (indoor) op de Olympische Spelen als deelnemer namens Australazië. Wilding werd in zijn tijd beschouwd als nummer 1 van de wereld.
In 1978 werd Wilding ingehuldigd in de internationale Tennis Hall of Fame.